# The League of Extraordinary Gentlemen (revista em quadrinhos)
The League of Extraordinary Gentlemen é uma série de revista em quadrinhos co-criada pelo roteirista Alan Moore e pelo artista Kevin O'Neill que começou em 1999. A série abrange duas minisséries de seis edições, Volume I, Volume II, e uma graphic novel chamada Black Dossier lançada pelo selo America's Best Comics da DC Comics, assim como um terceiro volume e uma trilogia spin-off chamada Nemo, publicada pelas editoras Top Shelf e Knockabout Comics. De acordo com Moore, o conceito por trás da série era inicialmente a "Liga da Justiça na Inglaterra vitoriana", mas ele, rapidamente, desenvolveu-a como uma oportunidade de mesclar elementos de várias obras de ficção num único mundo.
Elementos do Volume I foram vagamente adaptados num filme do mesmo nome, lançado em 2003 e estrelando Sean Connery. Um reboot foi anunciado em maio de 2015.

## Enredo
O ano é 1898, e Mina Murray é recrutada por Campion Bond em nome da Inteligência Britânica para reunir uma liga de outros indivíduos extraordinários para proteger os interesses do Império: Capitão Nemo, Allan Quatermain, Dr. Jekyll, e Hawley Griffin, O Homem Invisível. Eles ajudam a parar uma guerra de gangues entre Fu Manchu e o Professor Moriarty, arqui-inimigo de Sherlock Holmes. Depois disso, eles participam dos eventos de A Guerra dos Mundos, de H. G. Wells. Dois membros da Liga (Mina Murray e Allan Quatermain) se tornam imortais, e são vistos em outra aventura em 1958, a qual acontece depois da queda do governo do Grande Irmão do livro 1984.
Depois, Mina e Allan se unem com o também imortal Orlando e presenciam uma aventura que se estende por um século, de 1910 a 2009, que diz respeito a uma trama de magos do mal para criar uma Moonchild que pode vir a se tornar o Anticristo. Durante esta aventura, a filha do Capitão Nemo, Janni Dakkar, é apresentada, e algumas de suas aventuras são narradas.

## Personagens

### The League of Extraordinary Gentlemen
- Wilhelmina "Mina" Murray
- Allan Quatermain / Allan Quatermain, Jr.
- Príncipe Dakkar / Capitão Nemo I
- Dr. Henry Jekyll / Edward Hyde
- Hawley Griffin / Homem Invisível I
- Orlando
- Thomas Carnacki
- A. J. Raffles

### Nemo
- Janni Dakkar / Capitão Nemo II
- John "Broad Arrow Jack" Ashleigh
- Ishmael
- Professor Augustus S. F. X. Van Dusen
- Hira Dakkar
- Tobias Ishmael
- Luala Ishmael
- Armand Robur
- Cú Chulainn / Hugo Hercules / Hugo Coghlan
- Jack Dakkar / Capitão Nemo III
- Tacarigua Ishmael

## Visão geral da série
Numa entrevista em 1997 com Andy Diggle para o site Comics World, Alan Moore disse que o título da série seria "The League of Extraordinary Gentlefolk". Moore mudou o nome para Gentlemen para melhor refletir a era Vitoriana. Simon Bisley seria, a princípio, o artista da série depois de ser substituído por Kevin O'Neill.
O cenário vitoriano permitiu a Moore inserir "piadas internas" e aparições de várias obras da ficção vitoriana, e, ao mesmo tempo, fazendo referências contemporâneas e piadas. O quadrinho traz diversas influências do steampunk. Na primeira edição, por exemplo, há uma ponte semi-concluída que liga a Grã-Bretanha à França, fazendo referência aos problemas na construção do Eurotúnel.
A maioria dos personagens da série, da professora dominatrix Rosa Coote a personagens secundários como o inspetor Dick Donovan, são personagens consagrados de obras de ficção ou ancestrais dos mesmos, tanto é assim que foi dito por Moore e nas notas de Jess Nevins que indivíduos retratados em cenas de multidão do Volume I foram visualmente desenhados como ancestrais do elenco de EastEnders. Isto trouxe à série uma popularidade considerável entre os fãs de artefatos do período.
Moore disse:
O planeta da imaginação é mais velho do que nós. Ele tem sido o companheiro constante da humanidade com todos os seus locais ficcionais, como o Monte Olimpo e os deuses, desde que descemos das árvores, basicamente. Ele parece muito importante, caso contrário não o teríamos.

## Mudança de editora
As críticas de longa data de Moore a DC Comics (advindas, em grande parte, de maneira como ele considerou ter sido tratado acerca dos direitos de Watchmen) tornaram sua posição com a Wildstorm Comics (da qual a America's Best Comics, também chamada de ABC, editora do quadrinho, era uma subsidiária) frágil desde o começo. O acordo inicial de Moore foi com Jim Lee, dono da WildStorm, que vendeu seu estúdio à DC depois de negociar com Moore, mas antes que quaisquer projetos da ABC fossem publicados. Moore concordou em honrar seu contrato com Lee, mas deixou claro que desejava continuar a trabalhar sem ter de lidar com a DC diretamente.
A quinta edição do primeiro volume continha uma autêntica propaganda antiga para uma ducha vaginal cuja marca era Ducha Marvel. Toda a tiragem inicial foi destruída e reimpressa, pois a editora sentiu que isto poderia ser visto como um ataque à Marvel Comics, principal competidora da DC.
Depois de várias reclamações sobre interferência da DC, Moore decidiu encerrar seus projetos com a ABC, na intenção de continuar apenas a Liga (o único título sobre o qual ele e O'Neill detinham, de fato, os direitos). Posteriormente, ele se ofendeu com comentários feitos pelo produtor da adaptação cinematográfica de V for Vendetta, que diziam que o autor—que havia se distanciado completamente de adaptações cinematográficas de suas obras, em especial depois do filme The League of Extraordinary Gentlemen—havia feito comentários favoráveis sobre o rascunho do roteiro. Moore pediu que alguém envolvido com a produtora do filme—e a Warner Bros., controladora da DC Comics—retirasse, oficialmente, o comentário e/ou pedisse desculpas. Ele também afirmou que sua falta de apoio da DC com relação a um processo relacionado à adaptação da Liga foi decisivo em sua saída.
Quando viu que não haveria pedido de desculpas, Moore e O'Neill decidiram, em protesto, retirar da DC futuros volumes da Liga. Já que a dupla ainda estava trabalhando no Black Dossier, foi acordado que este seria o último projeto da Liga publicado pela DC/WildStorm, com projetos posteriores publicados conjuntamente pela Top Shelf Productions e Knockabout Comics nos EUA e no Reino Unido respectivamente. Reimpressões dos dois primeiros volumes e de Dossier estão sendo agora publicados pela Vertigo assim como pela ABC.

## Prêmios
Em 2000, o primeiro volume ganhou o Bram Stoker Award for Best Illustrated Narrative. O segundo volume foi indicado para o mesmo prêmio em 2003, mas perdeu para o quadrinho The Sandman: Endless Nights. No mesmo ano, o segundo volume recebeu o prêmio Eisner de Best Finite Series/Limited Series. A revista Time listou o Volume II na nona posição como o melhor quadrinho de 2003. Ele foi incluído na edição de 2005 de The Year's Best Graphic Novels, Comics & Manga. A revista Time também listou Black Dossier como o segundo melhor quadrinho de 2007.

## Influência

### Livros
Neil Gaiman citou o quadrinho como uma das influências de seu premiado conto "A Study in Emerald".

### Quadrinhos
Warren Ellis citou The League of Extraordinary Gentlemen como uma inspiração para seu quadrinho Ignition City.
O quadrinho francês La Brigade Chimérique escrito por Serge Lehman tem sido considerado por críticos como uma resposta francesa a The League of Extraordinary Gentlemen.

## Em outras mídias

### Filmes
Uma adaptação cinematográfica foi lançada em 2003, sob o título de The League of Extraordinary Gentlemen. No elenco, o filme traz Sean Connery, Shane West, Stuart Townsend, Peta Wilson, Jason Flemyng, Naseeruddin Shah, Tony Curran, Richard Roxburgh e David Hemmings.[carece de fontes?]

### Séries de TV
Em 2013, foi divulgado que a Fox estava encomendando um episódio piloto para a versão televisiva do quadrinho, com Michael Green servindo como roteirista e produtor executivo. Caso o projeto se tornasse uma série, o showrunner Erwin Stoff também seria produtor executivo. Nem Moore ou O'Neill seriam produtores na série. Também foi divulgado que o piloto seria trasmitido, mesmo se a Fox optasse por não dar o sinal verde à série.